# ناحیه بون (میشیگان)
ناحیه بون (به انگلیسی: Boon Township) یک منطقهٔ مسکونی در ایالات متحده آمریکا است که در شهرستان وکسفورد، میشیگان واقع شده‌است.
 ناحیه بون ۹۳٫۳ کیلومتر مربع مساحت و ۶۷۰ نفر جمعیت دارد و ۳۷۱ متر بالاتر از سطح دریا واقع شده‌است.